# Cantón Colta
Colta es un cantón de la provincia de Chimborazo en el Ecuador. Se sitúa en una altitud promedio de 3.212 m s. n. m. Villa La Unión (Cajabamba) es considerada una de las ciudades más altas del país. La temperatura media es de 12 °C. Su proximidad a la ciudad de Riobamba, está a solo 18 km, hace de ella una ciudad turística importante. 
De la ciudad de Villa La Unión, sede administrativa del cantón Colta son originarios personajes importantes en la historia del Ecuador, se destacan entre ellos: Condorazo; Duchicela; el sabio Pedro Vicente Maldonado; Juan de Velasco; Isabel de Godín; Magdalena Dávalos y Maldonado.
En un valle verde y húmedo vivió una ciudad aborigen que se llamó Liribamba y que sucumbió en cenizas, cuando Rumiñahui la encendió para que los conquistadores ibéricos no hallaran nada de la grandeza de esta tierra. Sobre ese montón de escombros humeantes el Mariscal Don Diego de Almagro fundó el 15 de agosto de 1534, la primera ciudad española en el Reino de los Shyri-Duchicela con el castizo nombre de Ciudad de Santiago de Quito.
Sobre aquel notable solar quedaron restos de la primera ciudad que sus fundadores le denominaron Villa de Riobamba, hasta que fue elevada a la categoría de Corregimiento con el nombre de Villa de Villar Don Pardo, gracias a Martín de Aranda y Valdivia, precursor de la futura ciudad a la que se le concedió el Título de Ciudad Muy Noble y Leal de San Pedro de Riobamba. 
Como parte integrante de esta ciudad son las parroquias de San Sebastián de Cajabamba y San Lorenzo de Cicalpa, formando juntas la denominada " Villa de la Unión ", que surgió a la vida autónoma el 2 de agosto de 1884.

## División política
El cantón Colta cuenta con una parroquia urbana y cuatro parroquias rurales: 

### Parroquia urbana
- Villa La Unión

### Parroquias rurales
- Cañi
- Columbe
- Juan de Velasco
- Santiago de Quito

## Ubicación geográfica

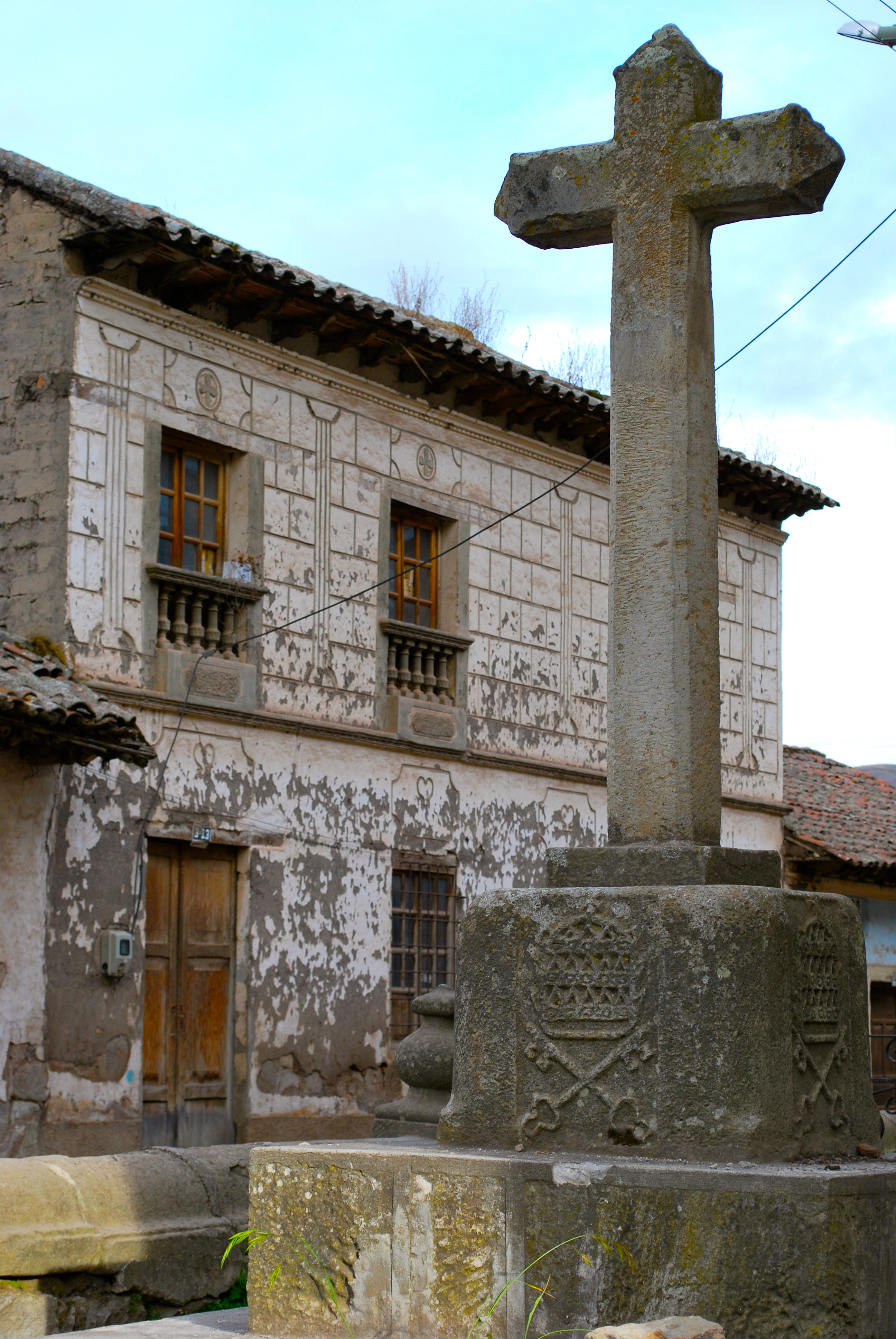
Cruz de Cajabamba Riobamba Antiguo

El Cantón Colta tiene como cabecera cantonal la ciudad de Cajabamba formada por dos parroquias urbanas Cajabamba y Cicalpa denominadas Villa La Unión, asentada en lo que fue la antigua ciudad de Riobamba, a los pies del histórico cerro Cullca y al norte de los que fue la antigua Liribamba; formada por las cuencas de los ríos Cicalpa y Cajabamba..
Colta se encuentra al noroccidente de la provincia de Chimborazo, apenas a 18 km de la ciudad de Riobamba y a 206 km de Quito la capital de la República del Ecuador.
Límites y Extensión: limita al norte con el cantón Riobamba, con sus parroquias San Juan y Licán, al sur con los cantones Pallatanga y Guamote, al este con el cantón Riobamba con sus parroquias Cacha, Punín y Flores y la parroquia Cebadas del cantón Guamote, al oeste la provincia de Bolívar; y con una extensión de 850 km². 
Su superficie es irregular, posee alturas hasta de 3100 m s. n. m. El territorio de este cantón se encuentra ubicado en la Hoya de Chambo y parte de la hoya de Chimbo.
El clima del cantón es frío - seco, la temperatura oscila entre 10 y 13 °C aunque en las estribaciones de la Cordillera Occidental, hacia la costa el clima varía notablemente dando temperaturas hasta de 21 °C.
En las alturas de la cordillera es frío, húmedo con permanente neblina. La época de lluvia van desde mediados de septiembre hasta mediados de enero.
Sus principales cultivos son: papas, cebada, trigo, habas, chochos, arveja, toda clase de hortalizas; en el clima cálido se cultiva maíz, frutas, pastizales, etc. En este cantón, hay buenos criaderos de ganado bovino, ovino, aves de corral y variedad de animales silvestres.

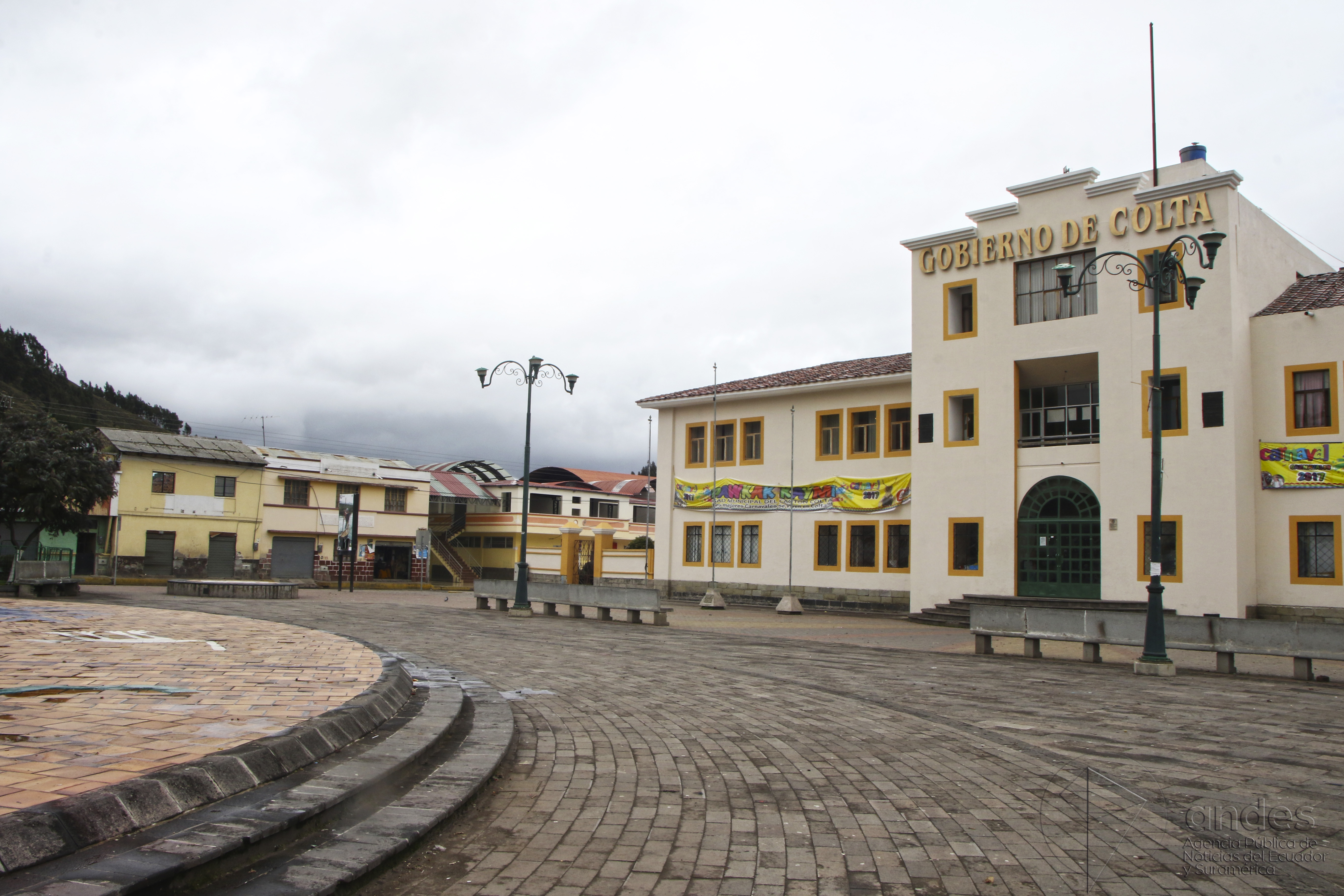
Gobierno de Colta

La tierra de la región se asienta sobre un manto de cancagua y cascajo, hay minas de piedra caliza, caolín y arena.

## Actividades económicas
En el cantón Colta, se encuentra en pequeña escala una industria molinera ubicada principalmente en las parroquias de Cajabamba, Cicalpa y Columbe.
Además de las industrias mencionadas en pequeña y mediana escala en la población en general se elaboran shigras (bolsos de hilo y cabuya) y esteras a nivel casero.
La mayor parte de sus habitantes se dedica a labores agropecuarias, otro sector al comercio y gran parte migra a grandes ciudades de la costa, principalmente a trabajar de jornaleros o comerciantes.

## Características sociales
Los habitantes del Cantón en un 70% son de raza indígena y el 30% restante son mestizos. El idioma predominante es el Kichwa especialmente entre las mujeres, los jóvenes y adultos son bilingües.
La religión dominante aún es la católica, existiendo un 40% de evangélicos, siendo más evidente en el sector rural.
La vestimenta utilizada por los hombres es: sombrero, poncho y en algunas comunidades zamarros; las mujeres utilizan: sombreros, anacos, bayetas fajas collares, cintas.

## Infraestructura social

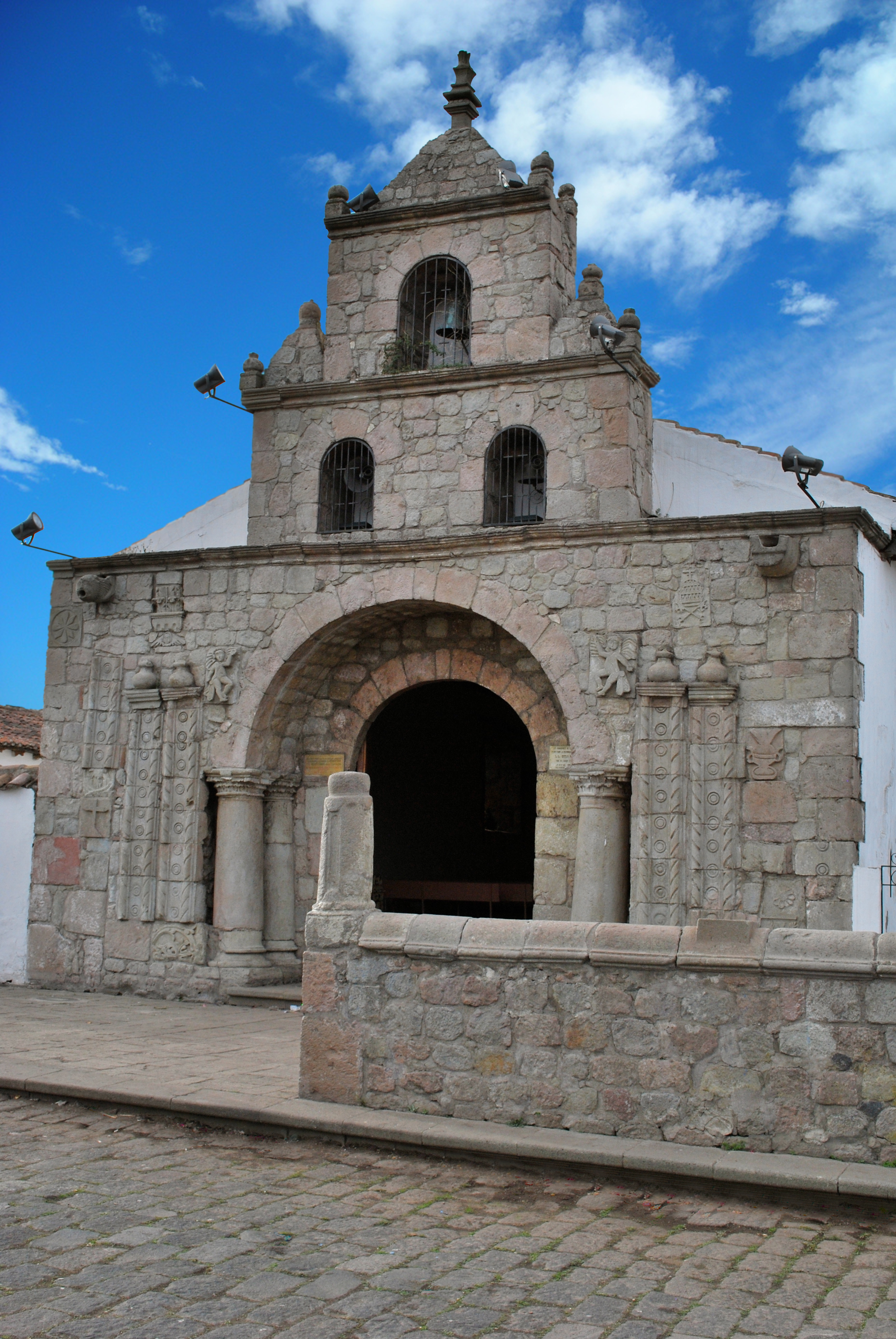
Iglesia de Balbanera, la primera construida en Ecuador

El Cantón Colta cuenta con una carretera principal que es la Panamericana que atraviesa de norte a sur. Además cuenta con caminos vecinales a las diferentes parroquias y caseríos.
Correo, telégrafo y teléfono.
Las comunidades cuentan con una emisora, la cual se encuentra en Majipamba, pero además se sintonizan emisoras de Riobamba y Guayaquil (ERPE y Tropicana con mayor frecuencia). 
En el Cantón Colta no poseen ningún canal de televisión pero de entre los que existen en el Ecuador se capta con nitidez los canales Teleamazonas, Gama TV, TC Televisión.
No cuenta con una editora de prensa pero sus pobladores adquieren los periódicos que circulan en Riobamba: Comercio, La Prensa, Los Andes, El Extra.

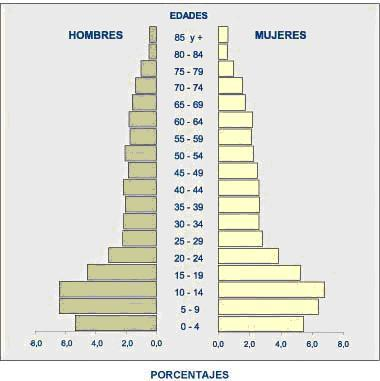
Pirámide de la población del Cantón Colta.

## Características demográficas
La población masculina alcanza el 46,98%, mientras que la femenina el 53,01%. El analfabetismo en mujeres alcanza el 37,8%, mientras que en varones alcanza el 23,5%.
Tienen acceso a la red de alcantarillado, el 71,9% de las viviendas. Servicio higiénico exclusivo se encuentra en el 24% de los hogares.
La cobertura de servicios es la siguiente:
- Agua entubada por red pública dentro de la vivienda: 96,3%.
- Energía Eléctrica 0,88%.
- Servicio telefónico 6%.
- Servicio de recolección de basuras: 5,2% de las viviendas.

En general el déficit de servicios básicos es de 94,46%
De acuerdo con los datos presentados por el Instituto Ecuatoriano de Estadísticas y Censos (INEC), del último Censo de Población y Vivienda, realizado en el país en el 2001, el Cantón Colta presenta una base piramidal ancha, a expensas de la población escolar y adolescente, con un porcentaje algo menor de niños que se encuentran entre los 0 y 4 años, lo cual se explicaría por la migración existente desde este cantón a diversos lugares de la provincia y el país. La tasa de crecimiento anual de la población para el período 1990-2001, fue de -0,6%.

## Atractivos turísticos
La iglesia de Balbanera, fundada en 1534, fue la primera Iglesia Católica construida en suelo ecuatoriano. Otras iglesias importantes en el área son la Archibasílica de Nuestra Señora de las Nieves en la cual se encuentran catatumbas, la de Santo Cristo y la iglesia de San Lorenzo de Cicalpa.

Existen ruinas arqueológicas, museos, y edificaciones antiguas que atestiguan y guardan la identidad de la Nación Puruhá
Un atractivo particular es la "Feria Indígena" que se realiza los días domingo, donde se dan los intercambios de los productos agropecuarios de la zona, su producción artesanal, y sobre todo un punto de encuentro intercultural.
La Laguna de Colta llamada también Kultakucha en lengua quichua, donde se puede observar flora y fauna típica de la zona. En la actualidad se está ejecutando el Proyecto de Recuperación y en los próximos meses estará en funcionamiento con infraestructura completa para servicio de los turistas, tanto nacionales como extranjeros

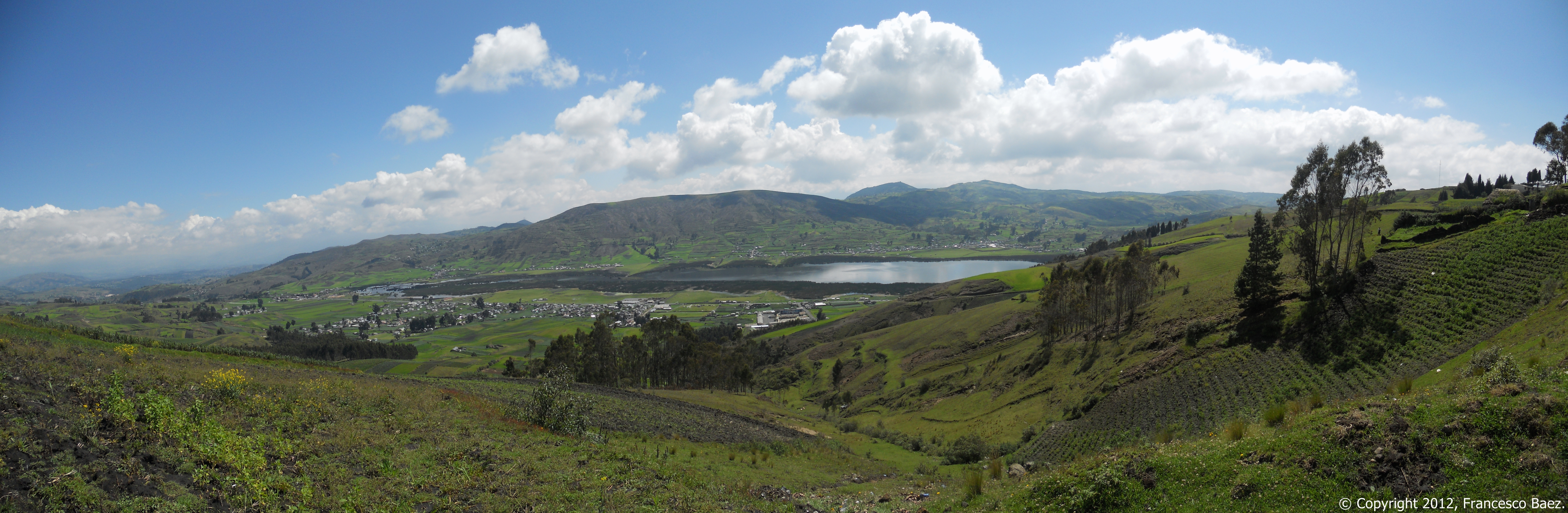
Laguna de Colta

## Calendario festivo
Son manifestaciones de tipo cultural y religioso, con actividades como: Danzas, juegos pirotécnicos, corridas de toros populares,festivales artísticos, etc las principales son:
Fecha 
19 - 20 - 21 de enero Festividades de San Sebastián, febrero o marzo Carnaval de Colta, marzo o abril Semana Santa, 2 de agosto. Aniversario de Cantonización, todo el mes de agosto Festividades de la Virgen de las Nieves de Cicalpa, 7 a 8 de septiembre Festividades de Virgen María Natividad de Balbanera, 24 de diciembre Cicalpa festividades de Navidad.
Festividades de las parroquias rurales: 24 de mayo Juan de Velasco, 15 a 16 de julio Santiago de Quito, 8 al 26 de septiembre Columbe.
El domingo se desarrolla un colorido mercado de productos locales en la ciudad de Colta.

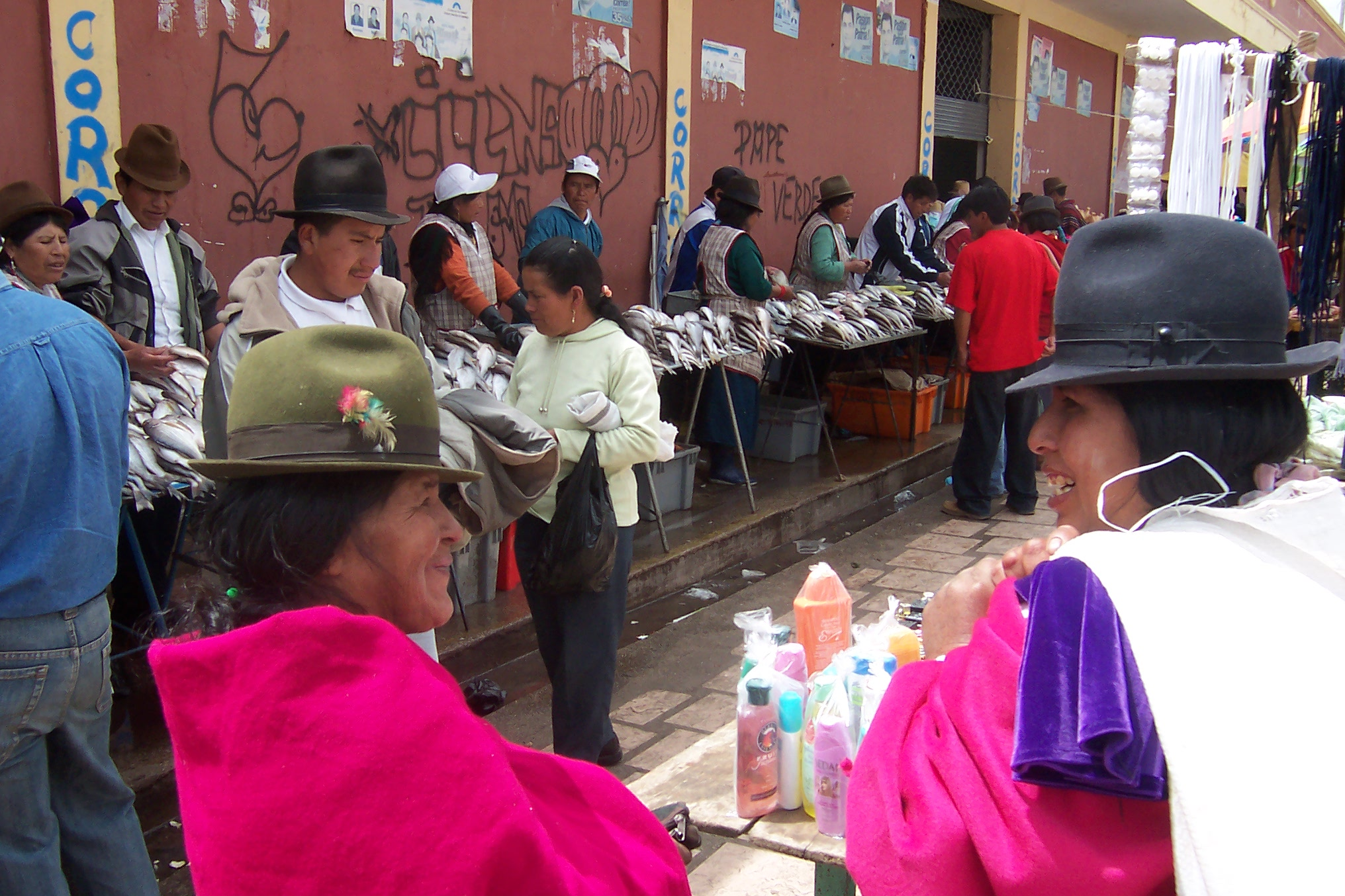
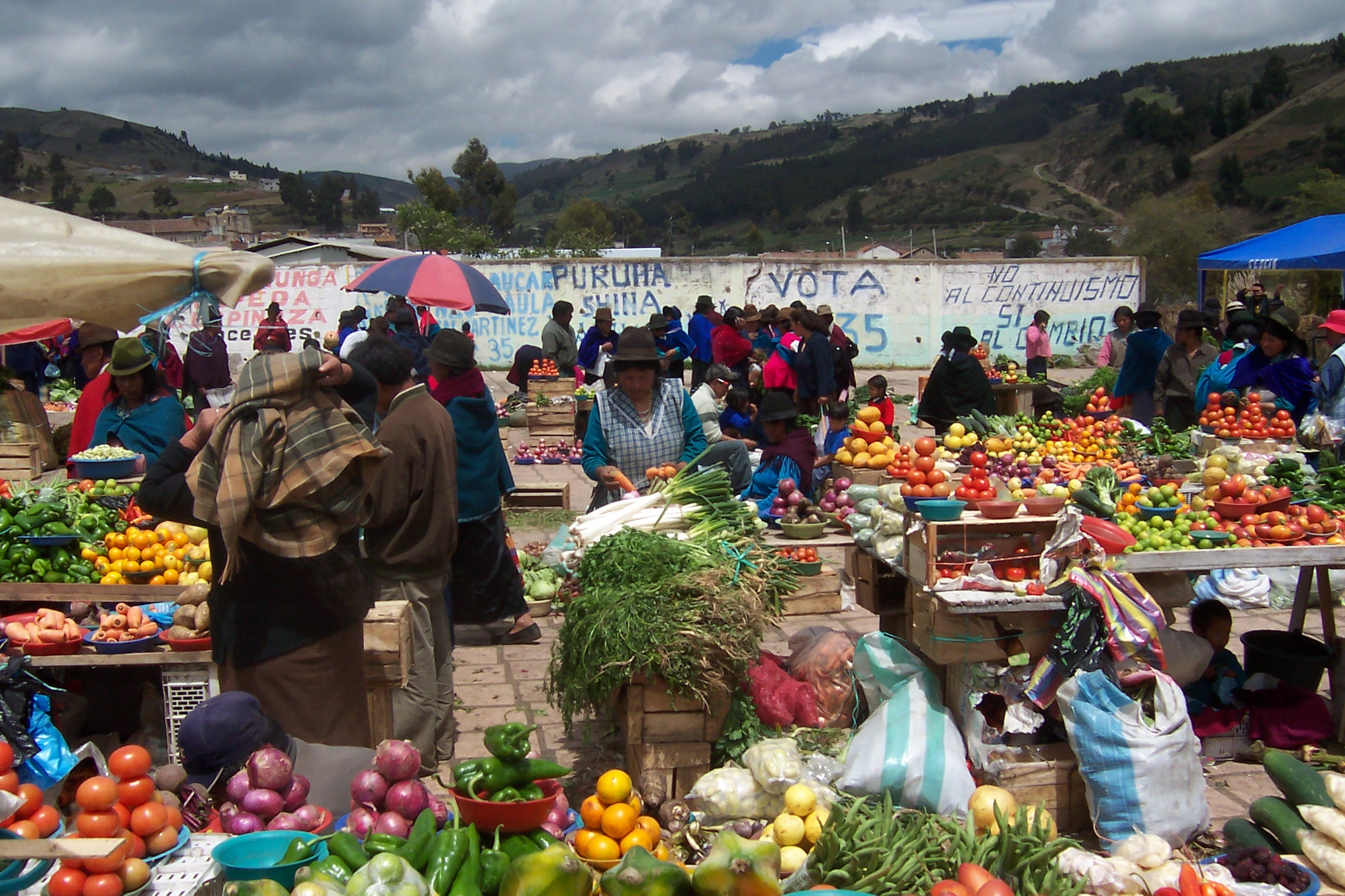
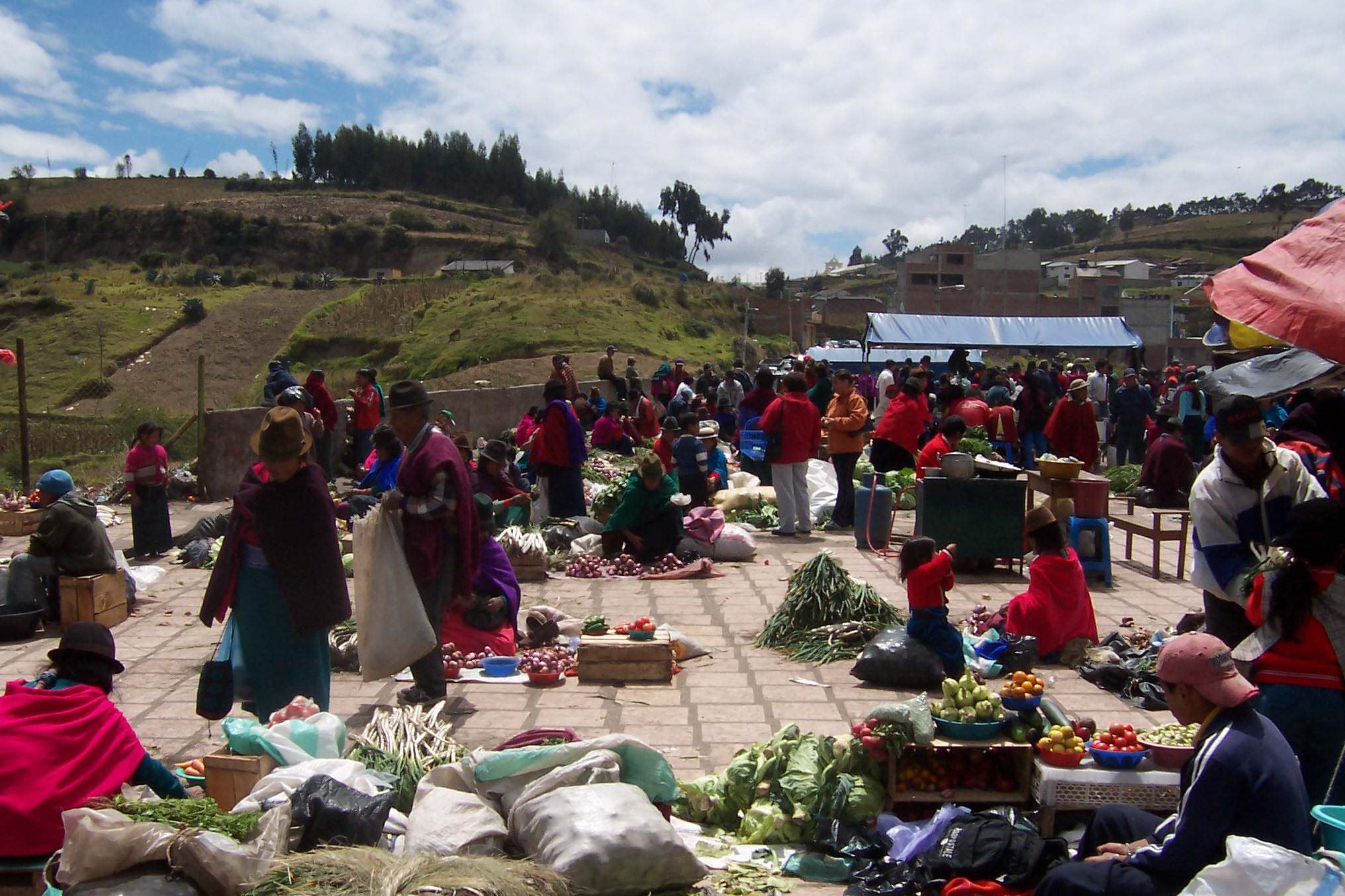
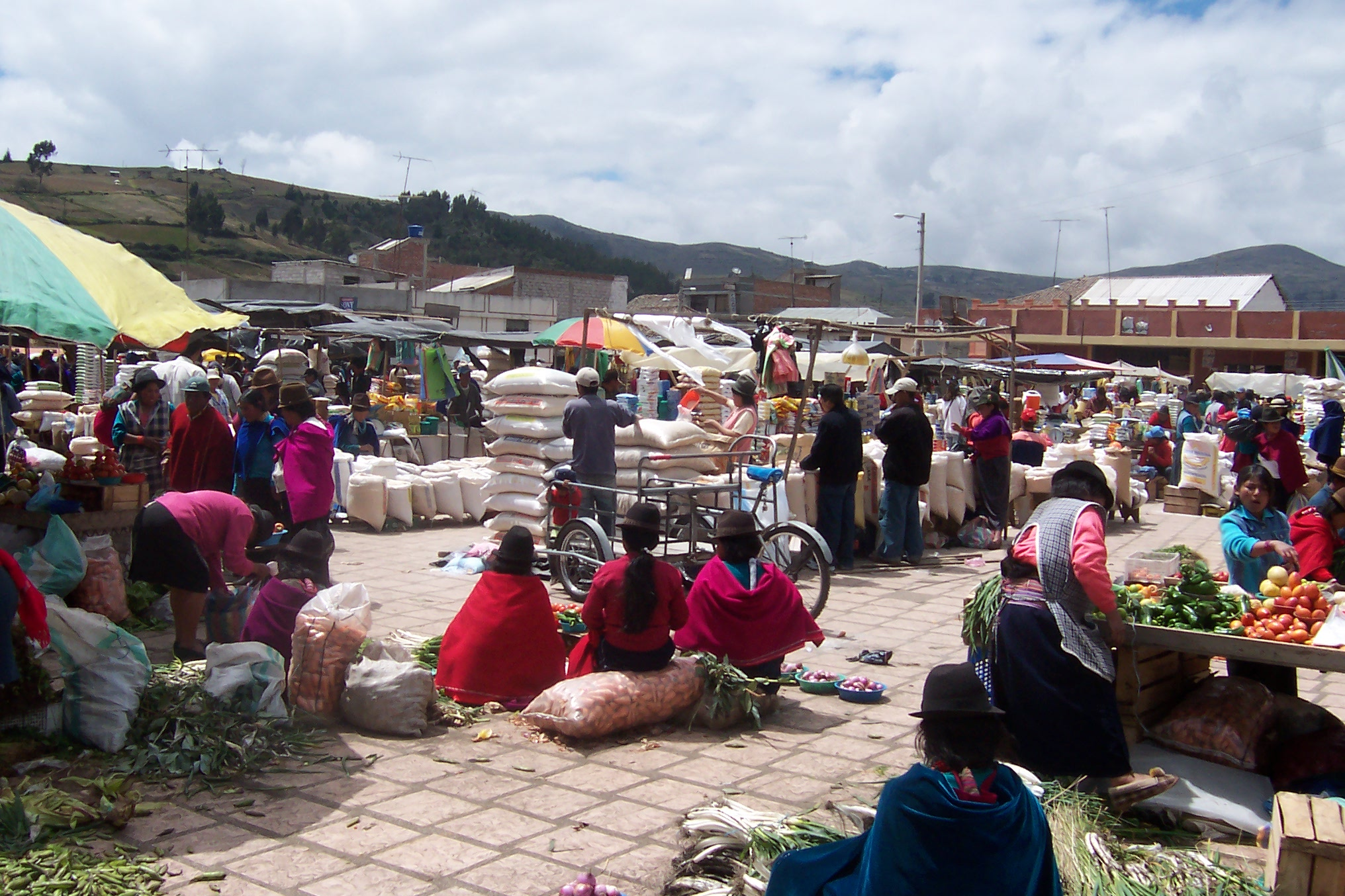